# Morbidelli
Morbidelli fou una empresa italiana constructora de motocicletes amb seu a Pesaro. Fundada per Giancarlo Morbidelli el 1967, al tombant de la dècada del 1970 les seves motos de Gran Premi varen obtenir diversos èxits al mundial de motociclisme (en total, Morbidelli va guanyar tres títols de 125cc i un de 250cc). El 1974, l'empresa creà juntament amb Benelli Armi la nova societat MBA (Morbidelli-Benelli Armi), la qual seguí fabricant sota aquesta marca les Morbidelli per a pilots privats durant uns anys.
Morbidelli forma part actualment del grup SCM de Rímini i produeix màquines per al treball de la fusta.

## Història
L'empresa té els seus orígens l'any 1910 com a fabricant d'eines per a la fusta. Més tard es dedicà també a construir mobles i carrosseries de fusta per a automòbils.
Acabada la Segona Guerra Mundial, Morbidelli es va convertir en un dissenyador i fabricant líder del sector de les màquines-eina de precisió per a treballar la fusta. Tot i que l'empresa va créixer fins a tenir més de 300 treballadors, l'autèntica passió de Giancarlo Morbidelli eren les motos i les curses de motociclisme. Anys a venir, el seu fill Gianni Morbidelli fou un reeixit pilot d'automobilisme que va arribar a competir a la Fórmula 1 (on va aconseguir un podi). Morbidelli invertia els beneficis de l'empresa en el finançament dels seus projectes de desenvolupament de motocicletes de competició. El 1967 inicià una col·laboració amb Franco Rhingini, reconegut dissenyador d'aquesta mena de motocicletes.

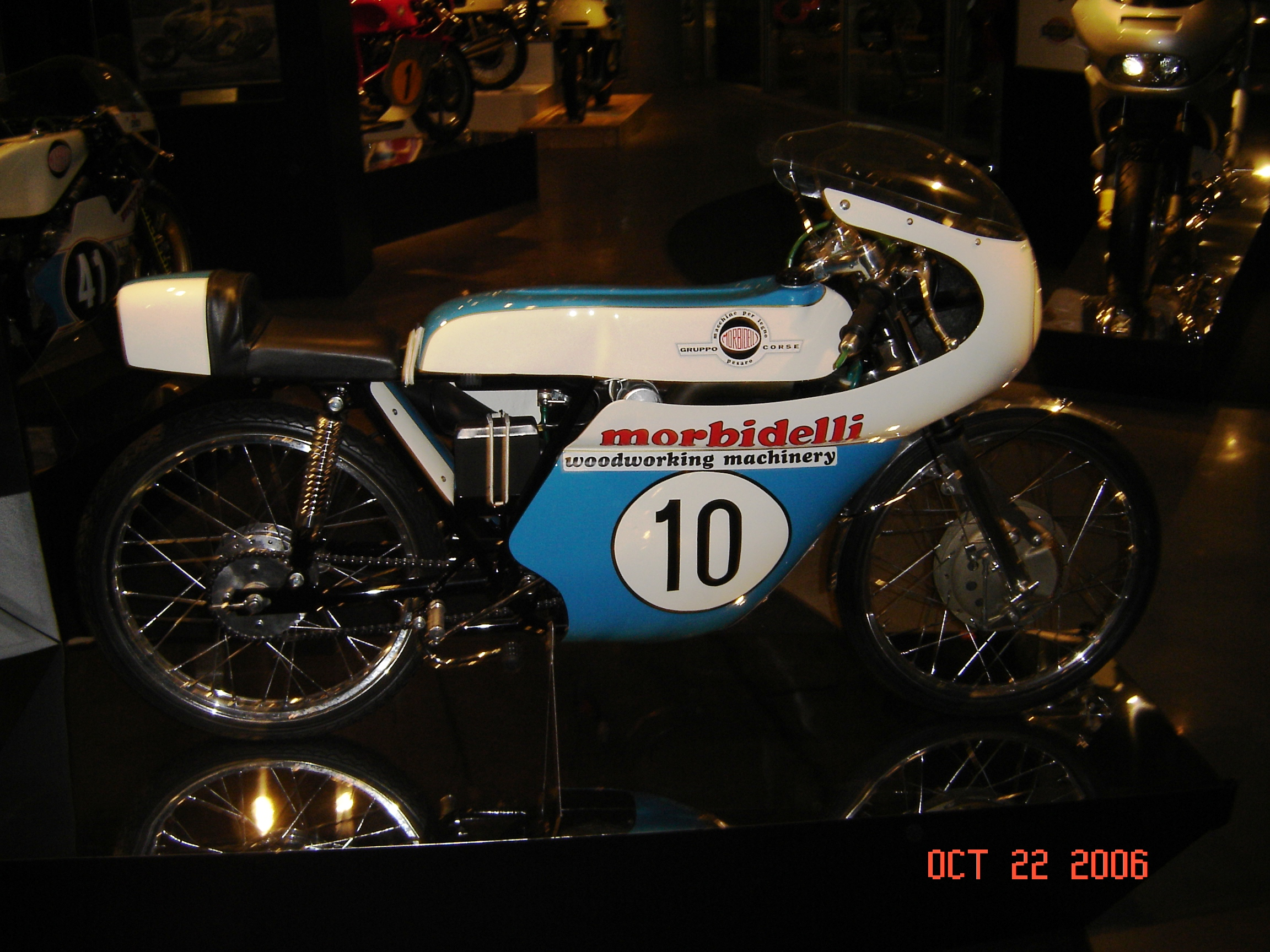
Una Morbidelli GP 50cc de 1971

El 1969, Morbidelli va presentar el seu primer equip al Campionat d'Itàlia de motociclisme de 50cc. El 1971, va encarregar la construcció d'una vàlvula de disc refrigerada per aigua per a un motor de dos temps de 125 cc de disseny Rhingini, inspirada en el motor d'una antiga Suzuki 125cc de fàbrica.
El 1972, l'equip de Morbidelli guanyà dues curses al començament del mundial de 125cc amb Gilberto Parlotti, però el pilot es va morir al juny al TT de l'Illa de Man. Malgrat aquest fet tràgic, l'empresa continuà amb el seu programa de curses i el 1974 contractà l'antic dissenyador de les Kreidler Van Veen, Jorg Muller, per al desenvolupament de les seves motos.
La temporada de 1975, Morbidelli guanyà el campionat del món de 125cc amb el pilot Paolo Pileri. El seu company d'equip, Pier Paolo Bianchi, fou subcampió. Bianchi guanyà el campionat del món de 125cc amb Morbidelli l'any següent, 1976. La temporada de 1977 va marcar el zenit de la marca en competició, ja que guanyà els campionats de 125cc (Pier Paolo Bianchi) i 250cc (Mario Lega).
Fins al 1976, les Morbidelli no eren a l'abast del públic, només els pilots oficials de l'equip podien competir-hi. Per tal de poder vendre les seves motocicletes a pilots privats, es va construir una nova fàbrica a Pesaro amb l'ajut de Benelli Armi -empresa emparentada amb el fabricant de motocicletes Benelli-, i es va crear una empresa anomenada Morbidelli-Benelli Armi (MBA). L'empresa va produir nombroses motocicletes Morbidelli de 123 i 248 cc, les quals van participar amb èxit al mundial, a mans de pilots privats, al llarg de diverses temporades.
L'equip MBA va guanyar el mundial de 125cc la temporada de 1978 amb Eugenio Lazzarini i el 1980 amb Pier Paolo Bianchi. Morbidelli va continuar competint oficialment als Grans Premis fins a la temporada del 1982.

## La Morbidelli V8

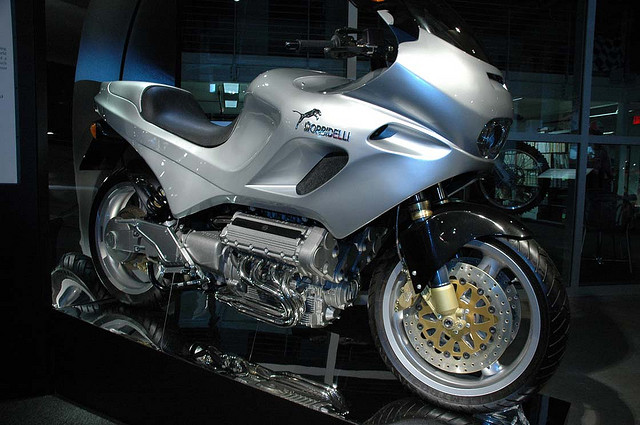
La Morbidelli V8 al museu Barber Vintage Motorsports

El 1994, Morbidelli va construir una innovadora motocicleta esportiva amb transmissió per eix i un motor de 847 cc V8 a 90° de 32 vàlvules i 5 velocitats amb refrigeració líquida. El seu alt preu, però, feia que fos econòmicament inviable produir-la. La moto fou inclosa al Llibre Guinness dels Rècords de l'any 2001 com a la motocicleta més cara del món.
A causa del seu exòtic disseny, la moto es va exhibir a l'exposició The Art of the Motorcycle als Museus Guggenheim de Nova York, Bilbao i Las Vegas. Se'n pot veure també un exemplar al Barber Vintage Motorsports Museum de Birmingham (Alabama). Una altra V8 s'exhibeix al Museu Morbidelli de Pesaro.

## Actualitat
Actualment, l'antiga fàbrica Morbidelli de Pesaro acull un museu de motos clàssiques que commemora l'antiga glòria esportiva de l'empresa. S'hi recull la història completa del seu pas pel campionat del món i s'hi exhibeixen moltes motos antigues.

### El documental
El documental Morbidelli - a story of men and fast motorcycles (2014), dirigit per Jeffrey Zani i Matthew Gonzales, explica la història de l'equip de competició de Morbidelli. El documental inclou imatges del TT de l'illa de Man de 1972, les temporades del mundial de 1976 i 1977, curses urbanes disputades a Pesaro a la dècada del 1950 i molt més. També hi ha entrevistes amb els pilots Eugenio Lazzarini, Alberto Ieva, Pier Paolo Bianchi, Mario Lega i Graziano Rossi.

## Palmarès al mundial de velocitat

### Morbidelli
| Any  | 250cc      | 125cc              | Constructors |
| ---- | ---------- | ------------------ | ------------ |
| 1975 |            | Paolo Pileri       | 125cc        |
| 1976 |            | Pier Paolo Bianchi | 125cc        |
| 1977 | Mario Lega | Pier Paolo Bianchi | 125cc        |

### MBA
| Any  | 125cc              | Constructors |
| ---- | ------------------ | ------------ |
| 1978 | Eugenio Lazzarini  |              |
| 1980 | Pier Paolo Bianchi |              |
| 1983 |                    | 125cc        |
| 1985 |                    | 125cc        |